# Josep Lleonart i Maragall
Josep Lleonart i Maragall (Barcelona, 5 de maig de 1880 - Barcelona, 26 de gener de 1951) fou un poeta, escriptor, traductor i literat barceloní.
Se l'ha considerat tradicionalment com un poeta del modernisme, si bé alhora assenyalant la seva participació en diverses iniciatives del noucentisme, tot i que tradicionalment el que s'ha destacat és el seu maragallisme (amb la circumstància afegida de ser nebot del poeta), amb una influència inconcreta, però profunda, de Goethe i dels literats alemanys.

## Biografia
Va néixer al carrer Trafalgar de Barcelona, fill de Joan Lleonart i Llumell, natural de Cornellà de Llobregat, i d'Eulàlia Maragall i Gorina (1853-1930), natural de Barcelona, germana del poeta Joan Maragall i Gorina.

## Activitat literària
En la seva producció poètica hi destaquen els volums Elegies germàniques (1910), Tres poemes (1920) i Les elegies i els jardins (1938).

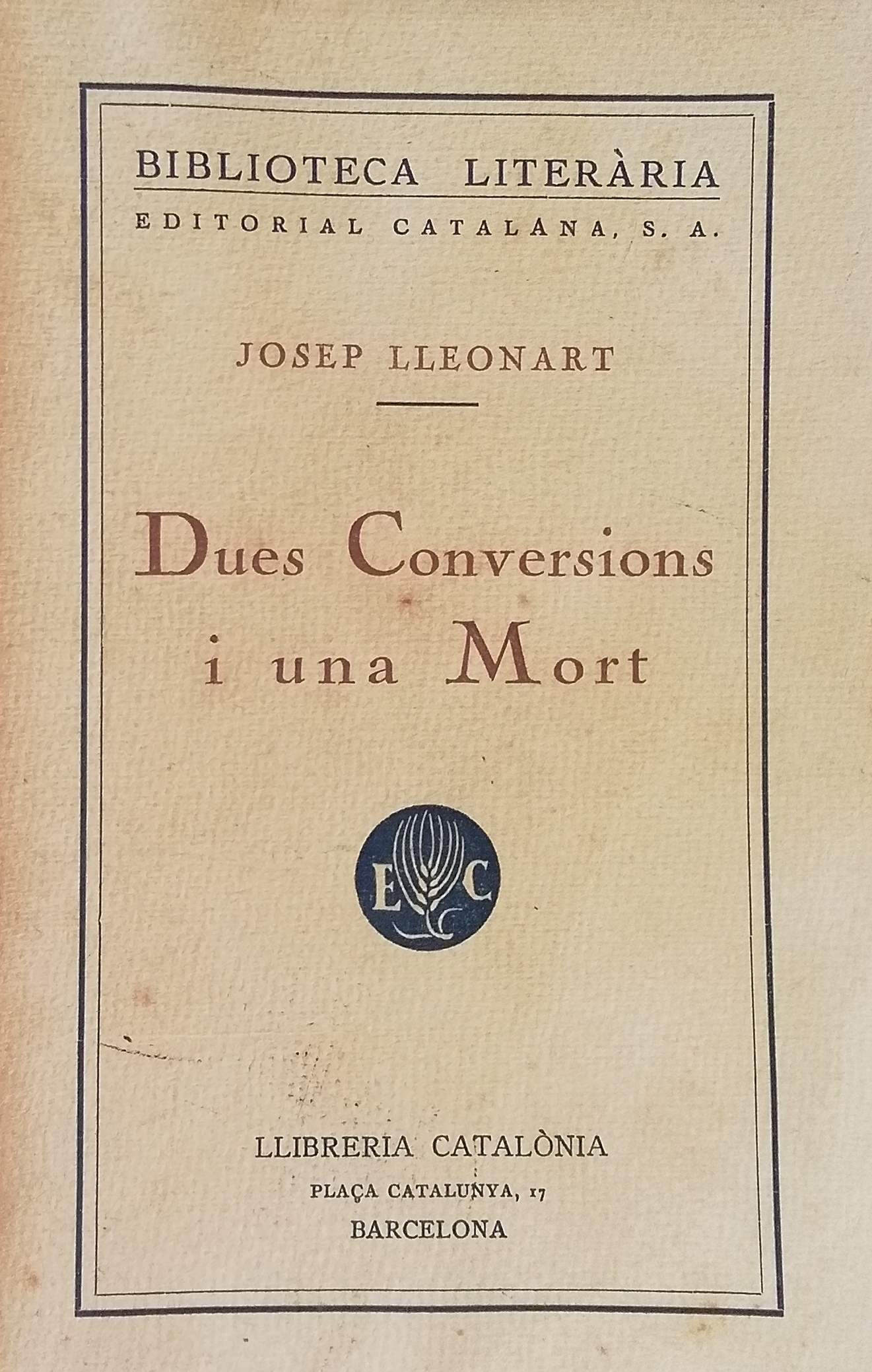
La novel·la Dues Conversions i una Mort de 1927

Començà la seva tasca de traductor a l'inici del segle xx, amb la publicació en català de diverses obres de Richard Wagner, en versions en vers i adaptades a la música, amb la col·laboració del músic Antoni Ribera, i amb les versions al català de l'obra de Goethe, seguint els passos del seu oncle Joan Maragall. Traduí de l'obra dramàtica en vers Torquato Tasso (1906) i, aproximadament una dècada després, publicà una àmplia mostra de l'obra poètica de Goethe sota el títol Herman i Dorotea i altres obres. Entre altres autors alemanys per ell traduïts hi ha Richard Dehmel (en publicà un tast el 1918) i el premi Nobel Paul Heyse (Dos ànimes, 1925). En aquest moment Lleonart ja havia conclòs la traducció completa del Faust, Per encàrrec de Joan Puig i Ferreter, director literari d'Edicions Proa, traduí el Faust de Goethe, que es publicà l'any 1938, com a commemoració dels deu anys del primer títol de la biblioteca “A Tot Vent” de l'editorial.
També versionà obres de la literatura italiana clàssica, com alguns poemes esparsos del Dant o de Miquel Àngel. Abans de la guerra ja havia traduït alguna obra de narrativa al castellà, com Calidoscopio (1937) de Stefan Zweig o La carrera Doris Hart (1938) de Vicki Baum, activitat que incrementà notablement en la postguerra. També en aquest període publicà nombrosos treballs de caràcter biogràfic, en especial sobre autors que havia traduït.

## Obres
Obres presentades als Jocs Florals de Barcelona
- Oda a Eugènia (1923)
- Elegia tardoral (1932)
- Elegia del passat (1933)
- Tres cançons de muntanya (1933), 1r accèssit a la Flor Natural
- Vall del Fresser (1934)
- Nit de Pirineu (1934)